# Wandin East
Wandin East är en del av en befolkad plats i Australien. Den ligger i regionen Yarra Ranges och delstaten Victoria, omkring 43 kilometer öster om delstatshuvudstaden Melbourne. Antalet invånare är 506.
Runt Wandin East är det ganska glesbefolkat, med 38 invånare per kvadratkilometer.. Närmaste större samhälle är Mount Evelyn, nära Wandin East.
I omgivningarna runt Wandin East växer i huvudsak städsegrön lövskog. Genomsnittlig årsnederbörd är 1 391 millimeter. Den regnigaste månaden är juni, med i genomsnitt 161 mm nederbörd, och den torraste är januari, med 57 mm nederbörd.